# Nadal
|  | Aquest article tracta sobre la festivitat. Vegeu-ne altres significats a «Nadal (desambiguació)». |

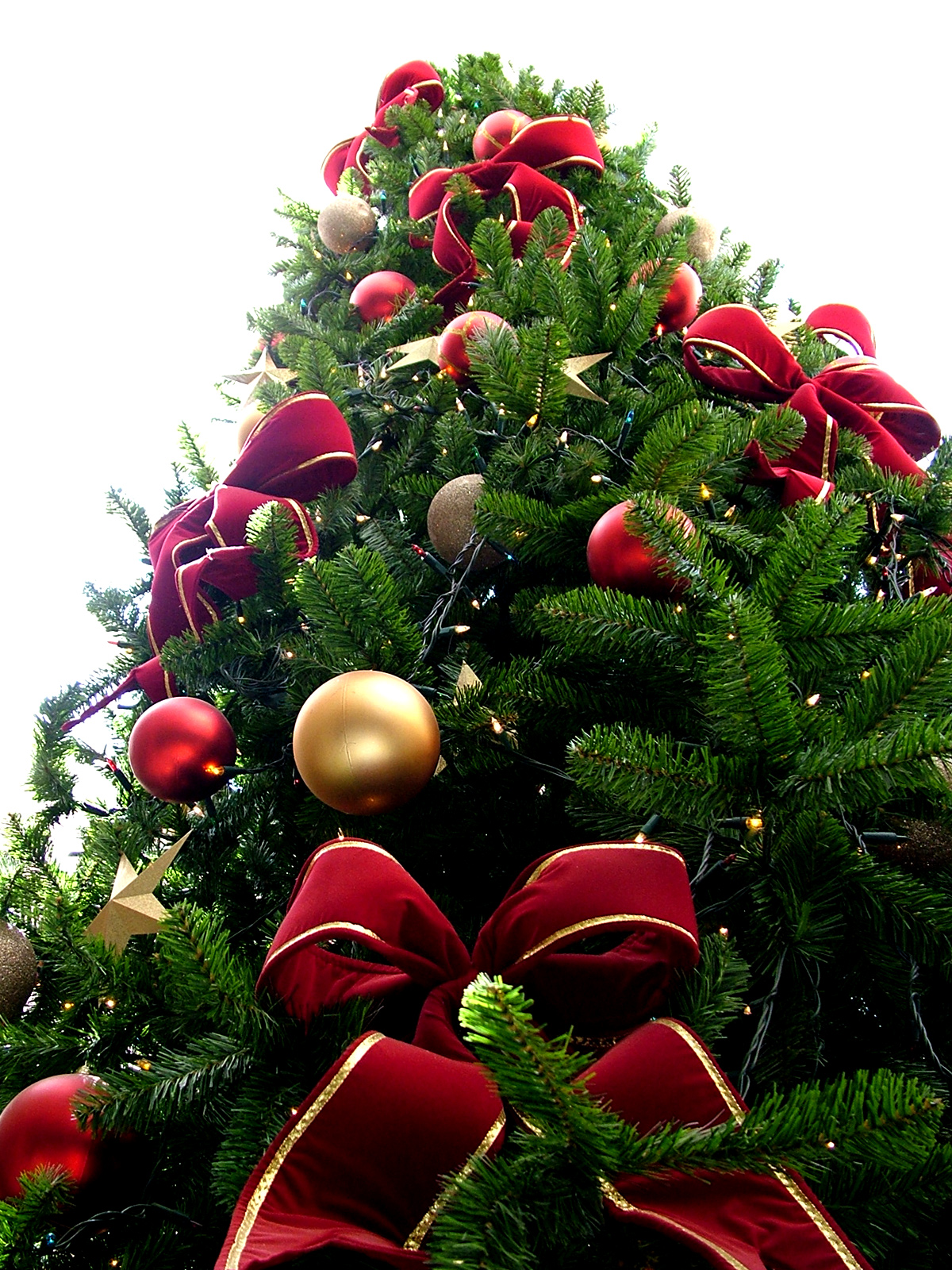
L'arbre de Nadal és un dels elements típics de la festa arreu del món.

Nadal és la festivitat cristiana del naixement de Jesús que correspon al 25 de desembre, i el cicle de temps entre l'advent i l'epifania. És, juntament amb la Pasqua, la festa cristiana més important. De les esglésies cristianes, la Catòlica, la Protestant i algunes de les Esglésies Ortodoxes autocèfales, com ara la grega, la romanesa i la búlgara, celebren Nadal el 25 de desembre (la tradició afirma que des de Liberi I). Altres Esglésies Ortodoxes autocèfales, en canvi, com ara la de Constantinoble i la russa, el celebren el 7 de gener, ja que no van acceptar el calendari gregorià que va reformar el calendari julià de l'època romana.
Malgrat el seu origen marcadament religiós amb la missa del gall com a element central, Nadal ha esdevingut una tradició que se celebra arreu del món, fins i tot per gent que no pertany a aquesta religió, com és el cas de la Xina i el Japó. En català, la paraula Nadal ve de "natalici", "naixement". Els anglosaxons usen el terme Christmas, que significa "missa de Crist", i en algunes llengües germàniques com l'alemany la festa s'anomena Weihnacht, que significa "nit de benedicció".
A l'hemisferi nord, Nadal coincideix amb l'inici de l'hivern i és normalment temps d'estar a casa i en família. Cada dia més, Nadal està esdevenint un concepte comercial; s'associa a un nombre ingent d'icones i símbols, com l'arbre de Nadal, els Reis d'Orient, el pessebre, les nadales, les estrenes, les postals de Nadal, el Tió de Nadal, la neu, però, sobretot, a la compra de regals.

## Tradicions

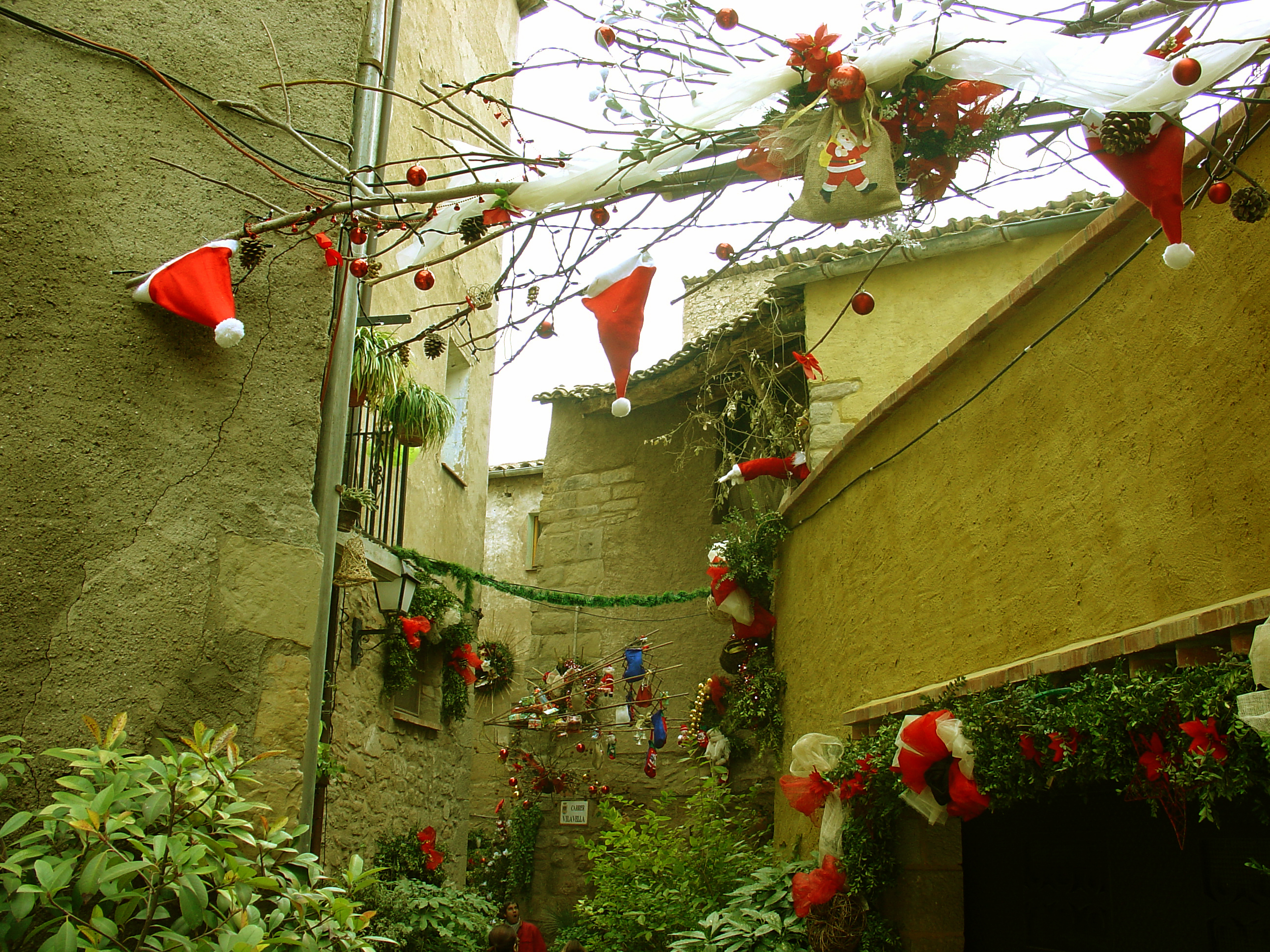
Els carrers de Torà (Segarra) a les festes de Nadal.

Nadal als Països Catalans disposa de les seves particularitats pròpies. Un exemple és la realització del pessebre (que també es fa en molts altres indrets de tradició cristiana) i una altra el tió de Nadal (una tradició compartida amb Aragó i Occitània), també anomenat tronc, tronca o simplement tió. També ho és el fet de celebrar Sant Esteve, l'endemà de Nadal, per poder-se reunir, així, amb l'altra part de la família amb qui no s'havia pogut estar per Nadal.
A moltes comarques es fa la rabassa de Nadal, on el fillol dona una felicitació al padrí, i aquest li respon amb un regal, que segons el lloc pot ser un tortell de Nadal o un present. També és molt típic a molts pobles de Catalunya anar a veure Els Pastorets, representació teatral centrada en l'adveniment de Jesús. A més, des del darrer mig segle es fan en molts llocs pessebres vivents, que són escenificacions del pessebre amb persones i animals de carn i ossos.
Com a fet diferencial de la Nit de Nadal, a Mallorca i a l'Alguer s'interpreta tradicionalment, de l'edat mitjana ençà, el Cant de la Sibil·la, un drama litúrgic i cant gregorià que s'interpreta a les Matines de Nadal, i que relata com serà la fi del Món i el dia del judici final. La tradició del cant de la Sibil·la a Mallorca va ésser declarada patrimoni cultural immaterial de la humanitat per la UNESCO l'any 2010. A Menorca, Ontinyent, Barcelona, Gandia i altres poblacions dels Països Catalans s'ha recuperat des de fa uns anys el Cant de la Sibil·la i s'interpreta en algunes esglésies.
En aquest dia especial els nens diuen un vers i a canvi els pares els donen alguns diners. És tradicional a les Balears la recitació dels Poemes de Nadal, per part dels infants de la casa als adults, que donen doblers a la quitxalla a canvi de llur actuació. Com a trets no exclusius del País Valencià, es pot destacar el costum de donar les estrenes la vesprada de Nadal als infants segons van cantant nadales.

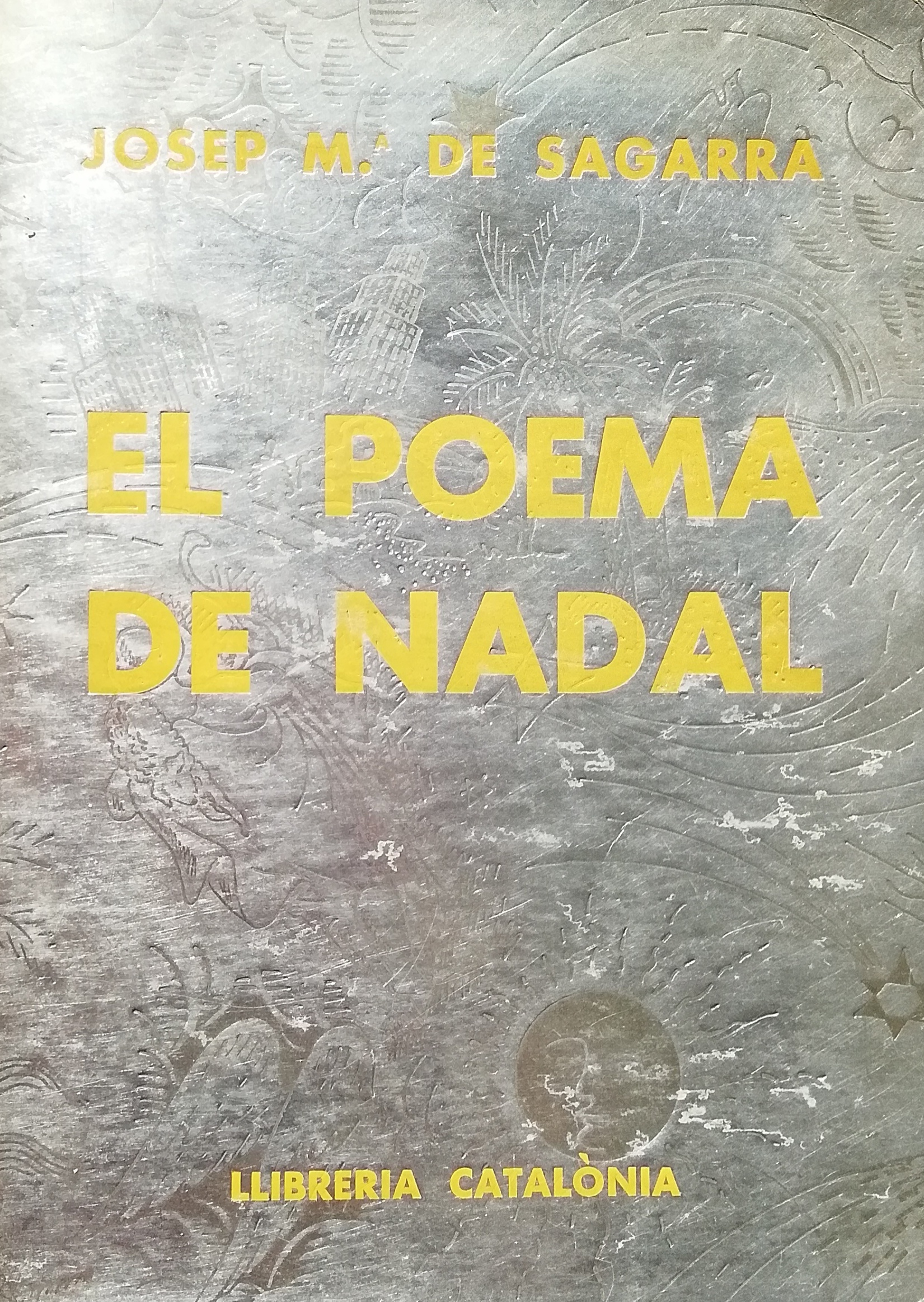
Era tradició llegir fragments d'El Poema de Nadal de J. M. de Sagarra, durant les celebracions familiars o socials de les festes nadalenques durant molts anys. A la foto, un exemplar de 1931

En molts llocs es fan fires de nadal on es venen figures de pessebre, molsa, suro, arbres de nadal, tions, guarniments nadalencs i artesania. Algunes d'aquestes fires tenen una llarga tradició i d'altres són més recents. Una de les més tradicionals és la fira de Santa Llúcia de Barcelona que se celebra als carrers del voltant de la catedral, i de la qual es té constància des de 1786, quan fou esmentada pel baró de Maldà.

## Gastronomia
Nadal s'associa a bon grapat de dolços, menjars i begudes especials: el torró, el massapà o d'altres que es consumeixen amb més assiduïtat: fruita seca i cava. El menú típic de la cultura catalana pel dia de Nadal és l'escudella i la carn d'olla de primer i tall de segon. L'escudella és un brou molt complet que es fa amb tota mena de carn (vedella, porc, gallina, bull negre, bull blanc...), així com amb la tradicional pilota (carn picada, all i julivert), patates i cigrons. De primer, per tant, se serveix el brou amb galets grans (típics de Nadal) i es treu a taula tota la carn d'olla que s'ha utilitzat per a poder servir-se acabada la sopa. De segon, segons la tradició s'ha de servir tall, és a dir, carn. El més habitual és que sigui pollastre o vedella al forn o a l'ast. Aquest àpat s'acostuma a acompanyar de cava o vi negre. Per postres se serveixen els torrons i les neules acompanyats de moscatell. A Mallorca destaca la porcella rostida, els cocotins i els torrons d'ametlla fluixa en neula.
El Baix Llobregat es prepara l'escudella i la car d'olla però no hi posen galets. Allà es diuen "magnòlies" i aquest nom va de Sant Feliu de Llobregat que fa de frontera lingüística fins serra d'Ordal i cap al Penedès (la gent forana van dient galet i no conserven les tradicions). Ho fan en pobles com Torrelles, Cervelló, Vallirana, La Palma de Cervelló, Molins de Rei, Sant Feliu, Corbera, Ordal.
Els catalans també han de saber que al Berguedà es menja el Blat de moro escairat, una escudella amb el blat de moro que s'ha remullat i bullit, i la base és feta amb carn de por, mongetes... Així com a Mallorca i altres terres tenen les seves menges particulars.
A l'Empordà, la rabassa era un present que els padrins feien a llur fillol el dia de Nadal. Solia ésser un tortell, però temps enrere havia estat un pastís de farina amb sucre.

## Decoració de Nadal
Pel que fa a les plantes, el vesc, el grèvol i el galzeran són tres de les plantes silvestres més emprades durant les festes de Nadal per ornamentar el pessebre o la llar. Pertanyen a la família dels arbustos i fan fruits que maduren a la primeria de l'hivern, pels volts de Nadal. D'aquí ve, segurament, que hom els atribueixi un seguit de propietats relacionades amb la fortuna –el vesc– i la protecció de la llar –el grèvol.
El vesc és un subarbust que viu damunt les branques, principalment les dels arbres de fulla caduca. Té les fulles groguenques i unes baies arrodonides de color blanc. Des de temps immemorials se'n saben les propietats medicinals i hi ha qui creu que porta bona sort; per això és costum de regalar-ne ramets per aquestes festes.
Segurament el grèvol, amb les boles vermelles i les fulles punxegudes, és una de les plantes que més fàcilment s'associen a Nadal. N'ha esdevingut tot un símbol i apareix com a motiu recurrent en la iconografia d'aquests dies. Tot plegat ha fet que la gent n'abusés i el grèvol ha acabat essent una espècie protegida a Catalunya. Si se'n vol comprar ha de ser importat o bé d'imitació.
Precisament una de les imitacions més preades del grèvol és el galzeran, amb fulles no tan punxegudes i baies més grosses, però amb uns colors molt semblants. De la mateixa manera que el grèvol, té un seguit de propietats medicinals i cosmètiques que el fan molt atractiu.

## Personatges folklòrics

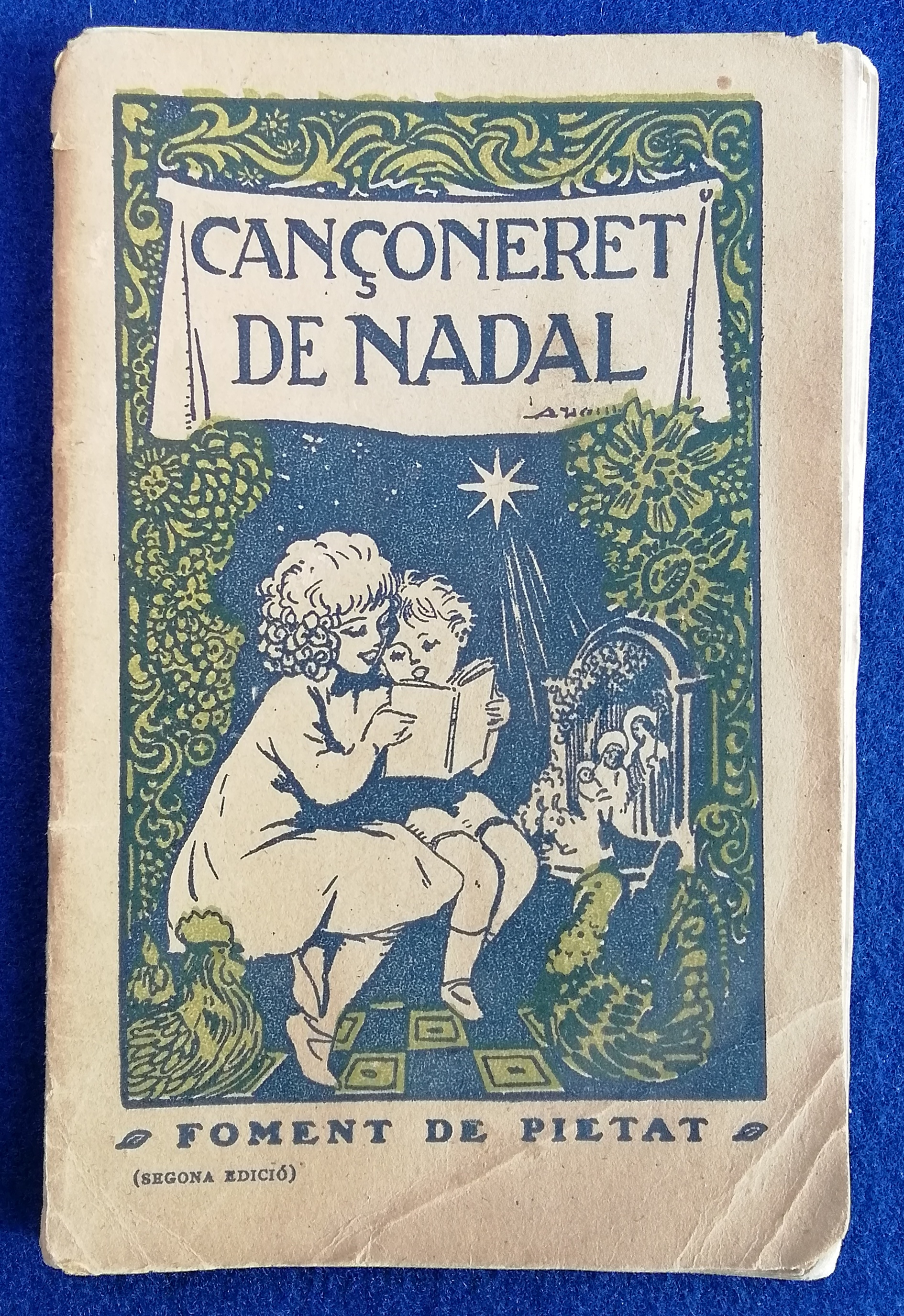
Els cançoners de Nadal són plens de personatges folklòrics nadalencs: el rabadà, els pastorets, el dimoni escuat, els tres reis, etcètera. Petit cançoner publicat a Barcelona l'any 1933

En la majoria de països existeix la tradició que algun personatge o personatges visiti els nens per deixar-los regals sota l'arbre de Nadal. Els més coneguts són:
- Santa Claus o Pare Noel: Als EUA i el Nord d'Europa, encara que l'expansió comercial dels Estats Units ha convertit Santa Claus en el personatge central de Nadal arreu del món, i ha desplaçat el sentit religiós d'aquesta festa pel sentit més comercial actual.
- Dedek Mraz: la versió del Pare Noel a Eslovènia.
- Carbonissa: és l'encarregat de donar carbó en comptes d'un regal als nens que es van portar malament. Per a alguns, és acompanyant dels Reis Mags, i per a altres, de Santa Claus.
- Follets nadalencs: de la mitologia popular nadalenca, deixen regals nadalencs sota l'arbre.
- Befana: parts d'Itàlia.
- Olentzero: País Basc.
- Esteru: Cantàbria.
- Apalpador: Galícia.
- Tió de Nadal o Cachafuòc: Catalunya i Occitània.
- Nen Jesús o Nen Déu: Argentina, Colòmbia, Costa Rica, Equador, Hondures, El Salvador, Nicaragua, Perú, Panamà, Puerto Rico, Veneçuela, Bolívia i Mèxic especialment en zones rurals. República Txeca (Ježíšek), Eslovàquia (Ježiško), Alemanya, Àustria i Suïssa (Christkind o Kristkindl).
- Viejito Pascuero: Xile, té les mateixes característiques del Pare Noel.
- Anguleru

Tradicionalment, a Espanya, Portugal i gran part de l'Amèrica Llatina els nens no reben regals per Nadal sinó el 6 de gener, festa de l'Epifania, duts pels Reis Mags d'Orient en commemoració de les ofrenes fetes a Jesús al pessebre de Betlem. D'altra banda, als països d'influència germànica, la festa dels regals se celebra tradicionalment el 6 de desembre, dia de Sant Nicolau.

## Història

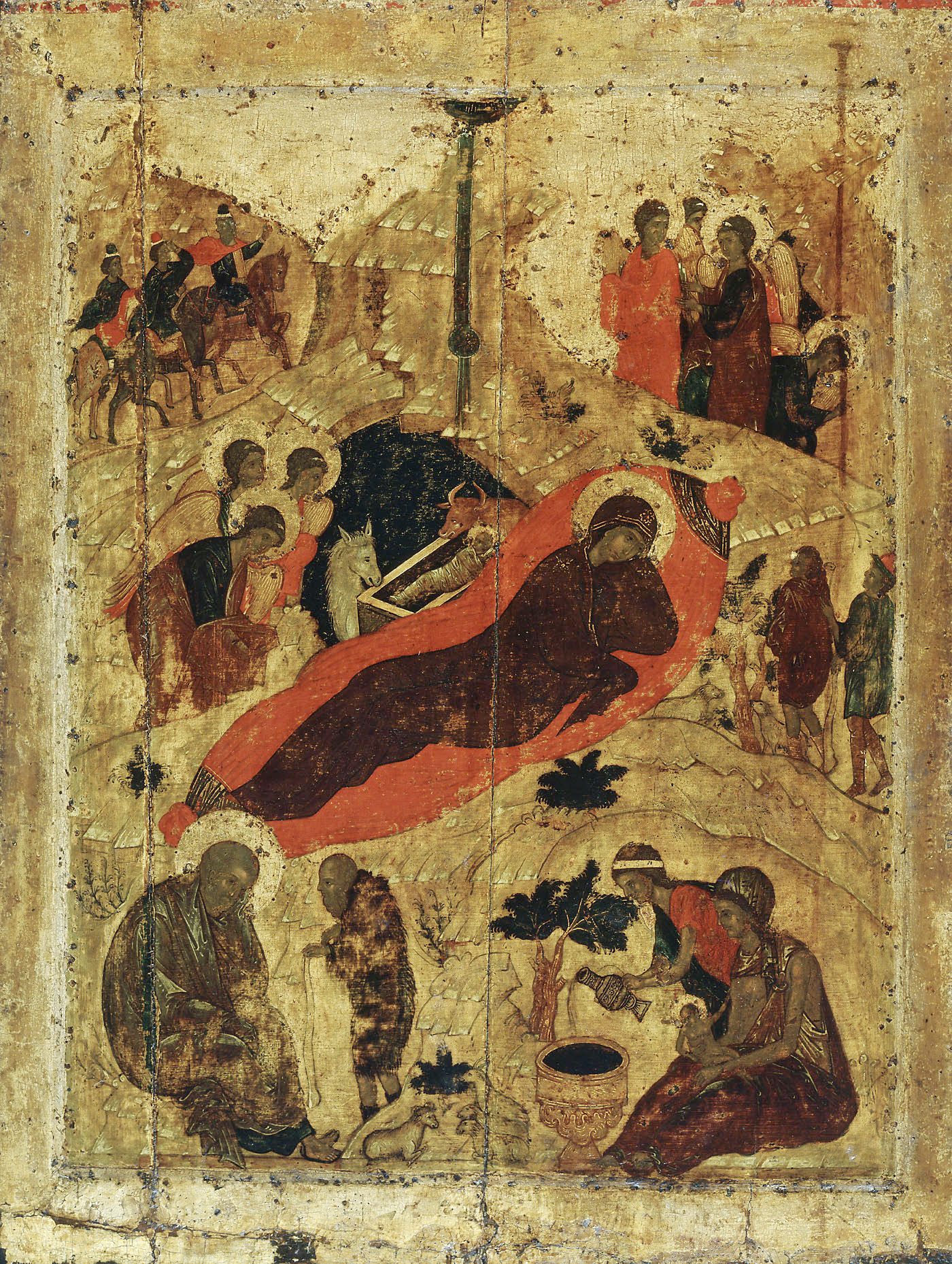
Icona ortodoxa oriental del naixement de Crist de Sant Andrei Rublev, segle XV

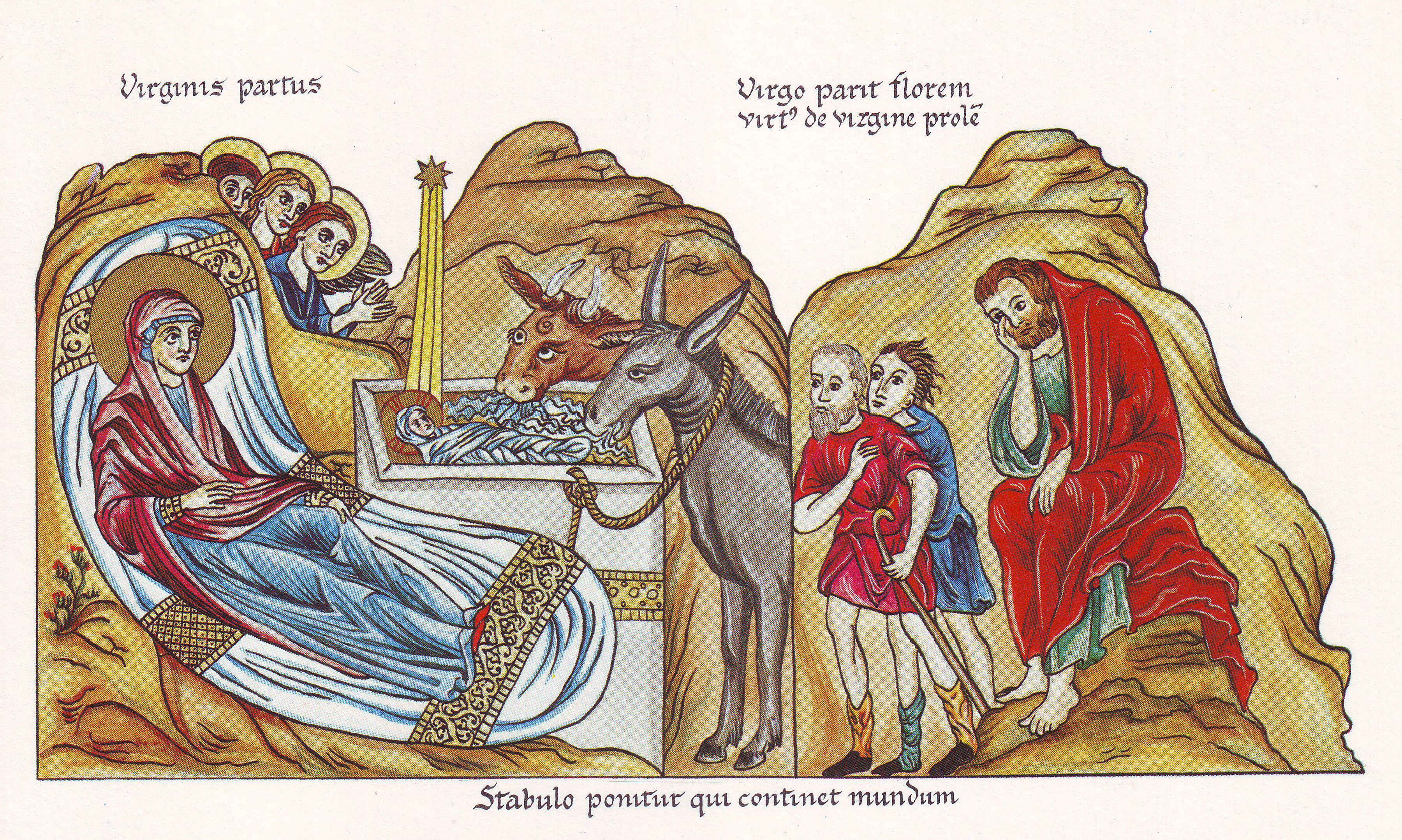
Nativitat de Crist, il·lustració medieval de lHortus deliciarum de Herrad de Landsberg

Les seqüències de la nativitat incloses en els evangelis de Mateu i Lluc van impulsar els primers escriptors cristians a suggerir diverses dates per aquest aniversari.
Al segle II, els "registres de l'església més antics" indiquen que "els cristians estaven recordant i celebrant el naixement del Senyor", una "observació que va sorgir orgànicament de l'autèntica devoció dels creients corrents". Tot i que el Nadal no va aparèixer a les llistes de festes donades pels primers escriptors cristians Ireneu i Tertulià, la Cronografia del 354 registra que es feia la celebració de Nadal a Roma vuit dies abans de les calendas de gener. Aquesta secció va ser escrita l'any 336 dC, durant el breu pontificat del papa Marc.
A Orient, el naixement de Jesús es va celebrar en relació amb l'Epifania, el 6 de gener, tot i que no es tractava pròpiament de la celebració del naixement, sinó sobretot del baptisme de Jesús. El Nadal es va promoure a Orient com a part del renaixement del cristianisme ortodox després de la mort de l'emperador pro- arrià Valent a la batalla d'Adrianòpolis de l'any 378. La festa va ser introduïda a Constantinoble l'any 379, a Antioquia de l'Orontes per Joan Crisòstom cap a finals del segle IV, probablement l'any 388, i a Alexandria al segle següent. La presència d'himnes per a la festa al manuscrit de Iadgari georgià demostra que se celebrava a Jerusalem almenys des del segle VI.
La primera celebració de Nadal registrada va ser a Roma el 25 de desembre de l'any 336. Al segle iii, la data del naixement va ser objecte de gran interès. Cap a l'any 200 dC, Climent d'Alexandria va escriure que hi havia estudiosos que havien determinat que el naixement de Jesús havia estat l'any 28 d'August i el dia 25 del mes egipci de Pachon, el 20 de maig, mentre que altres apuntaven al dia 24 o 25 de Pharmuthi, el 20 o 21 d'abril.
Diversos factors van contribuir a l'elecció del 25 de desembre com a data de celebració: va ser nou mesos després de la data vinculada a la concepció de Jesús, el 25 de març, que també marcava l'equinocci de primavera (celebrat com a festa de l'Anunciació) i la data del solstici d'hivern al calendari romà. Adam C. English, professor de religió a la Universitat de Campbell, escriu que Zacaries va oficiar la presentació de Jesús al temple el dia més sagrat de l'any, el Yom Kippur, i allà un àngel va anunciar que Elisabet tindria un fill, el que conclou que ha de ser el 24 de setembre. Com que Maria ha de concebre sis mesos després d'Isabel, conclou que la concepció de Maria va ser el 25 de març, i el naixement el 25 de desembre, l'únic mes que les ovelles troben herba verda fresca per pasturar i hi ha pastors.
Els primers Pares de l'Església Joan Crisòstom, Agustí d'Hipona i Jeroni d'Estridó van declarar que el 25 de desembre era la data de Nadal. L'Església primitiva va connectar Jesús amb el Sol mitjançant l'ús de frases com "Sol de justícia". El primer escriptor cristià Lactanci va escriure que "l'orient està unit a Déu perquè és la font de llum i l'il·luminador del món i ens fa aixecar cap a la vida eterna". És per aquesta raó que els primers cristians van establir la direcció de l'oració cap a l'est, cap al sol naixent. A l'Imperi Romà, on residien molts cristians, el solstici d'hivern es marcava el 25 de desembre.
L'any 567, el Concili de Tours va posar en marxa la temporada de Nadal, proclamant «els dotze dies des de Nadal fins a l'Epifania com a temps sagrat i festiu, i va establir el deure del dejuni de l'Advent en preparació de la festa». Això es va fer per tal de resoldre el "problema administratiu de l'Imperi Romà, ja que intentava coordinar el calendari julià solar amb els calendaris lunars de les seves províncies a l'est".
El Nadal va tenir un paper important en la polèmica arriana del segle IV. Després d'aquesta polèmica, el protagonisme de la festa va decaure durant uns quants segles. La festa va recuperar protagonisme després de l'any 800 quan Carlemany va ser coronat emperador el dia de Nadal.
A l'Anglaterra puritana, el Nadal va ser prohibit, i els puritans el consideraven un invent catòlic i també associaven el dia amb l'embriaguesa i altres comportaments dolents. Va ser restaurat com a festa legal a Anglaterra l'any 1660 quan la legislació puritana va ser declarada nul·la, però va romandre de mala reputació en la ment de part de la societat. A principis del segle xix, les festes i serveis de Nadal es van generalitzar amb l'auge del Moviment d'Oxford a l'Església d'Anglaterra que va emfatitzar la centralitat del Nadal en el cristianisme i la caritat amb els pobres, juntament amb Washington Irving, Charles Dickens i altres autors que destaquen la família, els nens, la bondat, els regals i el Pare Noel, per a Irving o Dickens.
S'han proposat diverses teories respecte a l'establiment de les dates en què les Esglésies cristianes van començar a celebrar el Nadal:

### Hipòtesi del càlcul

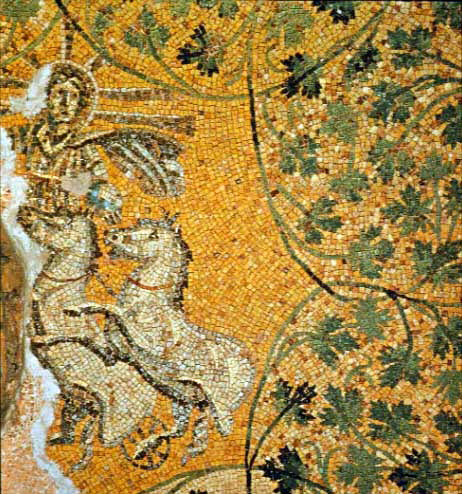
Mosaic al Mausoleu M de la necròpolis anterior al segle IV sota la basílica de Sant Pere de Roma, interpretat per alguns com Jesús representat com a Crist Sol.

La hipòtesi de càlcul suggereix que una festa anterior, l'Anunciació (que celebra la concepció de Jesús), celebrada el 25 de març, es va associar a l'Encarnació. Aleshores, el Nadal es va calcular com a nou mesos després. La hipòtesi del càlcul va ser proposada per l'escriptor francès Louis Duchesne el 1889. La Bíblia al verset 1:26 de l'Evangeli de Lluc registra l'anunciació a Maria en el moment en què Elisabet, mare de Joan Baptista, estava al sisè mes d'embaràs (cf. Naixement de Sant Joan Baptista). Així, la festa eclesiàstica per commemorar l'Anunciació del Senyor es va establir al segle vii per celebrar-la el 25 de març; nou mesos abans de Nadal, a més de ser la data tradicional de l'equinocci. No té relació amb el quartodeciman, que havia estat oblidat en aquesta època.
Els primers cristians celebraven la vida de Jesús en una data considerada equivalent al 14 de Nisan (Pasqua) del calendari local. Com que la Pasqua se celebrava el 14 del mes, aquesta festa es coneix com el quartodeciman. En aquesta data es celebraven tots els esdeveniments més importants de la vida de Crist, especialment la passió. En la seva carta als corintis, Pau esmenta la Pasqua, presumiblement celebrada segons el calendari local de Corint. La data de la passió es va traslladar al Divendres Sant l'any 165. Segons la hipòtesi de càlcul, la celebració del Quartodeciman va continuar en algunes zones i la festa es va associar amb l'Encarnació.
La hipòtesi de càlcul es considera acadèmicament "una hipòtesi completament viable", encara que no és segura. Era una creença tradicional jueva que els grans homes naixien i morien el mateix dia, per tant van viure un nombre sencer d'anys, sense fraccions: es considerava, doncs, que Jesús havia estat concebut el 25 de març, ja que va morir el 25 de març, que era calcula que ha coincidit amb 14 Nisan. Un passatge del Comentari al profeta Daniel (204) d'Hipòlit de Roma identifica el 25 de desembre com la data de la nativitat. Aquest passatge es considera generalment una interpolació tardana. Però el manuscrit inclou un altre passatge, més probable que sigui autèntic, que dona com a data de la passió el 25 de març.
El 221, Sext Juli Africà (c. 160 – c. 240) va donar el 25 de març com el dia de la creació i de la concepció de Jesús en la seva història universal. Aquesta conclusió es basava en la simbologia solar, amb el 25 de març la data de l'equinocci. Com que això implica un naixement al desembre, de vegades es diu que és la identificació més antiga del 25 de desembre com al naixement. Tanmateix, Africà no va ser un escriptor tan influent com per determinar la data de Nadal.
El tractat De solstitia et aequinoctia conceptionis et nativitatis Domini nostri Iesu Christi et Iohannis Baptistae, pseudoepigràficament atribuït a Joan Crisòstom i que data de principis del segle IV, també argumentava que Jesús havia estat concebut i crucificat el mateix dia de l'any i es va calcular com el 25 de març. Aquest full anònim també diu: “Però el nostre Senyor també neix al mes de desembre... vuit abans de les calendes de gener [25 de desembre]..., Però en diuen l 'Aniversari dels Invictes'. Qui és tan invicte com Nostre Senyor...? O, si diuen que és l'aniversari del Sol, Ell és el Sol de la Justícia."

### Hipòtesi del solstici
El 25 de desembre es considerava la data del solstici d'hivern al calendari romà,De Solstitiis et Aequinoctiis Arxivat February 5, 2022, a Wayback Machine.</ref> tot i que en realitat es va produir el 23 o el 24 en aquella època. Un sermó de Sant Agustí de finals del segle IV explica per què aquest era un dia adequat per celebrar la nativitat de Crist: "Per això, ell va néixer el dia que és el més curt en el nostre càlcul terrenal i a partir del qual els dies posteriors comencen a allargar-se. Ell, doncs, que es va inclinar i ens va aixecar va escollir el dia més curt, aquell des d'on comença a augmentar la llum."
La vinculació de Jesús amb el Sol va ser abonada per diversos passatges bíblics. Jesús va ser considerat com el "Sol de justícia" profetitzat per Malàquies: "El sol de la justícia sortirà cap a vosaltres, i la curació és a les seves ales".
Aquest simbolisme solar podria donar suport a més d'una data de naixement. Una obra anònima coneguda com De Pascha Computus (243) vinculava la idea que la creació va començar a l'equinocci de primavera, el 25 de març, amb la concepció o el naixement (la paraula nascor pot significar les dues coses) de Jesús el 28 de març, dia de la creació del sol al relat del Gènesi. Una traducció diu: "Oh esplèndida i divina providència del Senyor, que aquell dia, el mateix dia en què es va fer el sol, el 28 de març, dimecres, hagués de néixer Crist".
Al segle xvii, Isaac Newton, que, casualment, va néixer el 25 de desembre, va argumentar que la data de Nadal podria haver estat seleccionada per correspondre amb el solstici.
Per contra, segons Steven Hijmans de la Universitat d'Alberta, "És el simbolisme còsmic... el que va inspirar el lideratge de l'Església a Roma a escollir el solstici del sud, el 25 de desembre, com l'aniversari de Crist, i el solstici del nord com el de Joan el Baptista, complementat amb els equinoccis les dates respectives de concepció".

### Hipòtesi de les religions
La hipòtesi oposada a la de la "Història de les religions" suggereix que l'Església va seleccionar la data del 25 de desembre per a les festes apropiades celebrades pels romans en honor al déu Sol Invictus. Aquest culte va ser establert per Aurelià l'any 274. Una expressió explícita d'aquesta teoria apareix en una anotació de data incerta afegida a un manuscrit d'una obra del bisbe sirià del segle XII Jacob Bar-Salibi. L'escrivà que l'hi va afegir va escriure que era costum dels pagans celebrar el naixement del Sol el 25 de desembre, i que els cristians es van apropiar la festa.
El 1743, el protestant alemany Paul Ernst Jablonski va argumentar que el Nadal es va col·locar el 25 de desembre per correspondre amb la festa solar romana Dies Natalis Solis Invicti i, per tant, era una "paganització" que degradava la veritable església. Tanmateix, també s'ha argumentat que, per contra, l'emperador Aurelià, que l'any 274 va instituir la festa del Dies Natalis Solis Invicti, ho va fer en part per intentar donar un significat pagà a una data ja important per als cristians de Roma.
Hermann Usener i altres van proposar que els cristians escollissin aquest dia perquè era la festa romana que celebrava l'aniversari de Sol Invictus. L'estudiós modern SE Hijmans, però, afirma que "Tot i que eren conscients que els pagans anomenaven aquest dia l'"aniversari" de Sol Invictus, això no els preocupava i no va tenir cap paper en la seva elecció de la data de Nadal". A més, Thomas J. Talley sosté que l'emperador romà Aurelià va fer una festa de Sol Invictus el 25 de desembre per tal de competir amb el ritme creixent de l'Església cristiana, que ja havia celebrat Nadal en aquella data. A judici de la Comissió Litúrgica de l'Església d'Anglaterra, la hipòtesi d'Història de les Religions ha estat impugnada per una visió basada en una antiga tradició, segons la qual la data de Nadal es fixava en nou mesos després del 25 de març, data de l'equinocci de primavera, on se celebrava l'Anunciació. Adam C. English, professor de religió a la Universitat de Campbell, defensa aquesta posició.
Pel que fa a una festa religiosa de desembre del Sol divinitzat (Sol), a diferència d'una festa del solstici del naixement (o renaixement) del sol astronòmic, Hijmans ha comentat que "mentre que el solstici d'hivern el 25 de desembre o al voltant del 25 de desembre estava ben establert en el calendari imperial romà, no hi ha proves que una celebració religiosa del Sol aquell dia fos anterior a la celebració de Nadal"." Thomas Talley ha demostrat que, tot i que la dedicació per part de l'emperador Aurelià d'un temple al déu del sol al Camp de Mart (CE 274) probablement va tenir lloc en l'"aniversari del sol invencible" el 25 de desembre, el culte al sol en la pagana Roma, irònicament, no va celebrar el solstici d'hivern ni cap dels altres dies de quart de tensió, com era d'esperar". The Oxford Companion to Christian Thought remarca la incertesa sobre l'ordre de prelació entre les celebracions religioses de l'aniversari del Sol Invicte i de l'aniversari de Jesús, afirmant que la hipòtesi que el 25 de desembre va ser escollit per celebrar el naixement de Jesús el dia basant-se en la creença que la seva concepció es va produir el 25 de març "estableix potencialment el 25 de desembre com a festa cristiana abans del decret d'Aurelià, que, quan es promulgués, podria haver proporcionat a la festa cristiana tant una oportunitat com un desafiament".